# Suadela
Na mitologia romana, Suada (também chamada pelo diminutivo Suadela) era a deusa da persuasão, particularmente nos reinos do romance, da sedução e do amor. Ela era fortemente associada a Vênus. Seu nome grego era Peito, e ela era adorada como uma divindade em Sicião, onde era honrada com um templo na ágora. Às vezes ela é associada ou contada como uma das Graças, fazendo parte da comitiva de Vênus. Plutarco observou em suas Quaestiones Romanae (parte da Moralia) que o casal precisava de cinco deuses: Júpiter Nupcial, Juno Nupcial, Vênus, Suada e, acima de tudo, Diana, a quem as mulheres invocavam no parto.